# Haut les mains (film)
Pour les articles homonymes, voir Haut les mains (homonymie).
Pour plus de détails, voir Fiche technique et Distribution.
Haut les mains est une comédie française réalisée par Julie Manoukian et sortie en 2025,.

## Synopsis
Le groupe des « Green Panthères » commet de petits cambriolages chez des personnes puissantes qui ne respectent pas la planète. Ces « Robins des Bois de l'écologie » volent au profit de causes écologistes ou féministes, pour les soutenir et les faire connaître. Le gang recrute un spécialiste de l'ouverture des coffres-forts.

## Fiche technique
Sauf indication contraire, les informations mentionnées dans cette section peuvent être confirmées par les bases de données cinématographiques IMDb et Allociné,  présentes dans la section « Liens externes ».
- Titre original : Haut les mains
- Réalisation : Julie Manoukian
- Scénario : Julie Manoukian et J.M. Erre
- Musique : Matei Bratescot
- Décors : Zoé Goetgheluck
- Costumes : Céline Guignard-Rajot
- Photographie : Romain Le Bonniec
- Son : Karine Petite, Fabien Luth, Raphaël Seydoux, Anne-Lyse Boissière, et Arsène Roy
- Montage : Marie Silvi
- Production : Yves Marmion
- Société de production : Les Films du 24
- Société de distribution : UGC Distribution
- Pays de production :  France
- Langue originale : français
- Format : couleur — 2,39:1 — son 5.1
- Genre : Comédie
- Durée : 83 minutes
- Dates de sortie :
  - France : 12 février 2025

## Distribution
- Émilie Caen : Olympe
- Vincent Elbaz : Bernard
- Tracy Gotoas : Zora
- Gaspard Meier-Chaurand : Simon
- Stéphane Debac : Kramer
- Georges Corraface : MDR
- Myriam Boyer : la voisine de MDR